# ГЕС Guānzhōu
ГЕС Guānzhōu (关州水电站) — гідроелектростанція у центральній частині Китаю в провінції Сичуань. Становить нижній ступінь каскаду на річці Xiaojin, лівій притоці Дадухе (приєднується праворуч до Міньцзян — великого лівого допливу Янцзи).
В межах проекту річку перекрили греблею висотою 18 метрів та довжиною 250 метрів, яка утримує невелике водосховище з об'ємом 2,75 млн м3 (корисний об'єм 1,65 млн м3) та нормальним рівнем поверхні на позначці 2124 метра НРМ. Зі сховища через правобережний гірський масив прокладено дериваційний тунель довжиною 18,1 км, який переходить у напірний водовід довжиною 0,4 км.
Основне обладнання станції становлять три турбіни типу Френсіс потужністю по 20 МВт, які  використовують напір у 229 метрів та забезпечують виробництво 1164 млн кВт-год електроенергії на рік.
Видача продукції відбувається по ЛЕП, розрахованій на роботу під напругою 220 кВ.